# Hampton, Maryland
Hampton är en ort i Baltimore County i delstaten Maryland, USA.